# Estado de Mexico Faren
Estado de Mexico Faren ist ein ehemaliges italienisch-mexikanisches Radsportteam im Frauenradsport mit Sitz in Cornaredo, das 2012 bis 2014 bestand.

## Organisation
Geleitet wurde das um Nicole Cooke, Fabiana Luperini und Rochelle Gilmore gebildete Team von Lacquaniti Fortunato, der zuvor dieselbe Funktion für das mit Ablauf der Saison 2011 aufgelöste Team Gauss ausübte.
Namenssponsoren des Teams waren 2012 das italienische Chemieunternehmen Faren und der japanische Motorenkonzern Honda, der im Jahr 2011 Co-Sponsor des Lotto Honda Teams war.
Im Jahr 2013 gingen die beiden bisherigen Namenssponsoren getrennte Wege: Honda sponserte das britische Team Wiggle Honda, während das italienische Team sich mit skandinavischen Fahrerinnen und Marta Bastianelli verstärkte und Faren-Let's Go Finland Team hieß. 2014 fuhr das Team unter dem Namen Estado de Mexico Faren mit mexikanischer Lizenz und Unterstützung der mexikanischen Regierung. Zur Saison 2015 wurde das Team nicht bei der UCI registriert.

## Team 2014
| Name                        | Geburtsdatum | Nationalität           |
| --------------------------- | ------------ | ---------------------- |
| Ruth Alfie Moctezuma        | 13.11.1991   | Mexiko                 |
| Melissa Ayala               | 07.10.1991   | Mexiko                 |
| Giada Borgato               | 15.06.1989   | Italien                |
| Elena Checchini             | 25.05.1992   | Italien                |
| Maria Giulia Confalonieri   | 30.03.1993   | Italien                |
| Uenia Fernandes da Souza    | 12.08.1984   | Brasilien              |
| Arianna Fidanza             | 06.01.1995   | Italien                |
| Giuseppina Grassi           | 29.08.1976   | Mexiko                 |
| Fabiana Luperini            | 14.01.1974   | Italien                |
| Lucy Martin                 | 05.05.1990   | Vereinigtes Königreich |
| Dulce Pliego                | 08.08.1986   | Mexiko                 |
| Marcela Prieto              | 11.03.1992   | Mexiko                 |
| Rossella Ratto              | 20.10.1993   | Italien                |
| Carolina Rodriguez Gutierez | 30.09.1993   | Mexiko                 |
| Iliana Romero               | 15.10.1989   | Mexiko                 |
| Anna Trevisi                | 08.05.1992   | Italien                |
| Erika Yépez                 | 06.05.1990   | Mexiko                 |

## Erfolge
2012
| Datum    | Rennen                                  | Kat. | Fahrerin         |
| -------- | --------------------------------------- | ---- | ---------------- |
| 8. April | Energiewacht Tour 5. Etappe             | 2.2  | Nicole Cooke     |
| 17. Juni | 2a. Etappe Giro del Trentino Alto Adige | 2.1  | Fabiana Luperini |

2013
| Datum    | Rennen                              | Kat. | Fahrerin          |
| -------- | ----------------------------------- | ---- | ----------------- |
| 18. Mai  | 2. Etappe Tour Languedoc Roussillon | 2.2  | Marta Bastianelli |
| 19. Juni | Schweizer Zeitfahrmeisterschaft     | CN   | Patricia Schwager |
| 28. Juni | Finnische Zeitfahrmeisterschaft     | CN   | Sari Saarelainen  |

2014
| Datum       | Rennen                     | Kat. | Fahrerin       |
| ----------- | -------------------------- | ---- | -------------- |
| 8. Mai      | 2. Etappe The Women’s Tour | 2.1  | Rossella Ratto |
| 11. Oktober | Giro dell’Emilia           | 1.2  | Rossella Ratto |